# Мария-Лах-ам-Яуэрлинг
Мария-Лах-ам-Яуэрлинг (нем. Maria Laach am Jauerling) — ярмарочная коммуна (Marktgemeinde) в Австрии, в федеральной земле Нижняя Австрия.
Входит в состав округа Кремс. Население составляет 950 человек (на 31 декабря 2005 года). Занимает площадь 36,44 км². Официальный код — 31326.

## Политическая ситуация
Бургомистр коммуны — Йозеф Маурер (АНП) по результатам выборов 2005 года.
Совет представителей коммуны (нем. Gemeinderat) состоит из 15 мест.
- АНП занимает 11 мест.
- Партия J.A. занимает 3 места.
- СДПА занимает 1 место.